# Сподни Габрник
Сподни Габрник (на словенски: Spodnji Gabrnik) е село в Словения, Савински регион, община Рогашка Слатина. Според Националната статистическа служба на Република Словения през 2002 г. селото има 118 жители.